# Charles Vissières
Charles-Émile Vissières (Caen, 30 ottobre 1880 – Lagny-sur-Marne, 13 aprile 1960) è stato un attore francese.

## Carriera
Debutta al cinema con Pasteur, diretto da Sacha Guitry nel 1935, per interpretare poi ruoli secondari in una carriera che termina nel 1958. Il ruolo principale da lui interpretato è stato il vescovo in Don Camillo, nel 1952, diretto da Julien Duvivier.

## Filmografia parziale
- Pasteur, regia di Sacha Guitry, Fernand Rivers (1935)
- Valse éternelle, regia di Max Neufeld (1936)
- L'imboscata (Pièges), regia di Robert Siodmak (1939)
- Le Bois sacré, regia di Léon Mathot (1939)
- Entente cordiale, regia di Marcel L'Herbier (1939)
- Cavalcata d'amore (Cavalcade d'amour), regia di Raymond Bernard (1940)
- L'ultimo dei sei (Le Dernier des six), regia di Georges Lacombe (1941)
- Gioventù traviata (Les Inconnus dans la maison), regia di Henri Decoin (1942)
- Il barone fantasma (Le Baron fantôme), regia di Serge de Poligny (1943)
- La mano del diavolo (La Main du diable), regia di Maurice Tourneur (1943)
- Evasione (Douce), regia di Claude Autant-Lara (1943)
- Bonsoir mesdames, bonsoir messieurs, regia di Roland Tual (1944)
- Il diavolo in corpo (Le diable au corps), regia di Claude Autant-Lara (1947)
- Legittima difesa (Quai des Orfèvres), regia di Henri-Georges Clouzot (1947)
- Condannatemi! (Non coupable), regia di Henri Decoin (1947)
- Gli anni più belli (Les Amoureux sont seuls au monde), regia di Henri Decoin (1948)
- Gli scocciatori (Les casse-pieds), regia di Jean Dréville (1948)
- Docteur Laennec, regia di Maurice Cloche (1949)
- La banda dell'auto nera (Rue des Saussaies), regia di Ralph Habib (1951)
- Inchiesta giudiziaria (Identité judiciaire), regia di Hervé Bromberger (1951)
- Il piacere (Le Plaisir), regia di Max Ophüls (1952)
- Don Camillo, regia di Julien Duvivier (1952)
- L'inchiesta è aperta (Ouvert contre X), regia di Richard Pottier (1952)
- Orizzonti senza fine (Horizons sans fin), regia di Jean Dréville (1953)
- Il ritorno di don Camillo (Le Retour de Don Camillo), regia di Julien Duvivier (1953)
- L'eroe della Vandea (Les Révoltés de Lomanach), regia di Richard Pottier (1954)
- Cerf-volant du bout du monde, regia di Roger Pigaut (1958)

## Doppiatori italiani
- Amilcare Pettinelli in Don Camillo, Il ritorno di don Camillo